# TornaoD
TornaoD (« falaise ») est un groupe de musique celtique progressive créé par Tomaz Boucherifi-Kadiou en 1998. Il a compté Cécile Corbel ou encore John Lang parmi ses membres. Il sort notamment une démo en 1997 (Tir Na Nog) puis les albums : An Douar hagus an Spéir en 2001, Orin en 2005 et Y.S. 2013 en 2011. Il se fait réellement connaître en 1998, en donnant ensuite plus de 1 200 concerts.
Tomaz Boucherifi-Kadiou, le fondateur et leader du groupe, meurt en août 2012.

## Biographie
TornaoD est formé en 1998 par Tomaz Boucherifi-Kadiou (TBK). Le groupe, qui se définit d'abord comme un groupe de scène, trouve rapidement de nombreuses occasions de s'exprimer. Après une centaine de concerts, TornaoD enregistre sa première démo (Tir Na Nog) en 1999, aidé par le bar Ti Jos à Montparnasse. Ce disque lui ouvre les portes de tournées en Irlande et aux États-Unis.

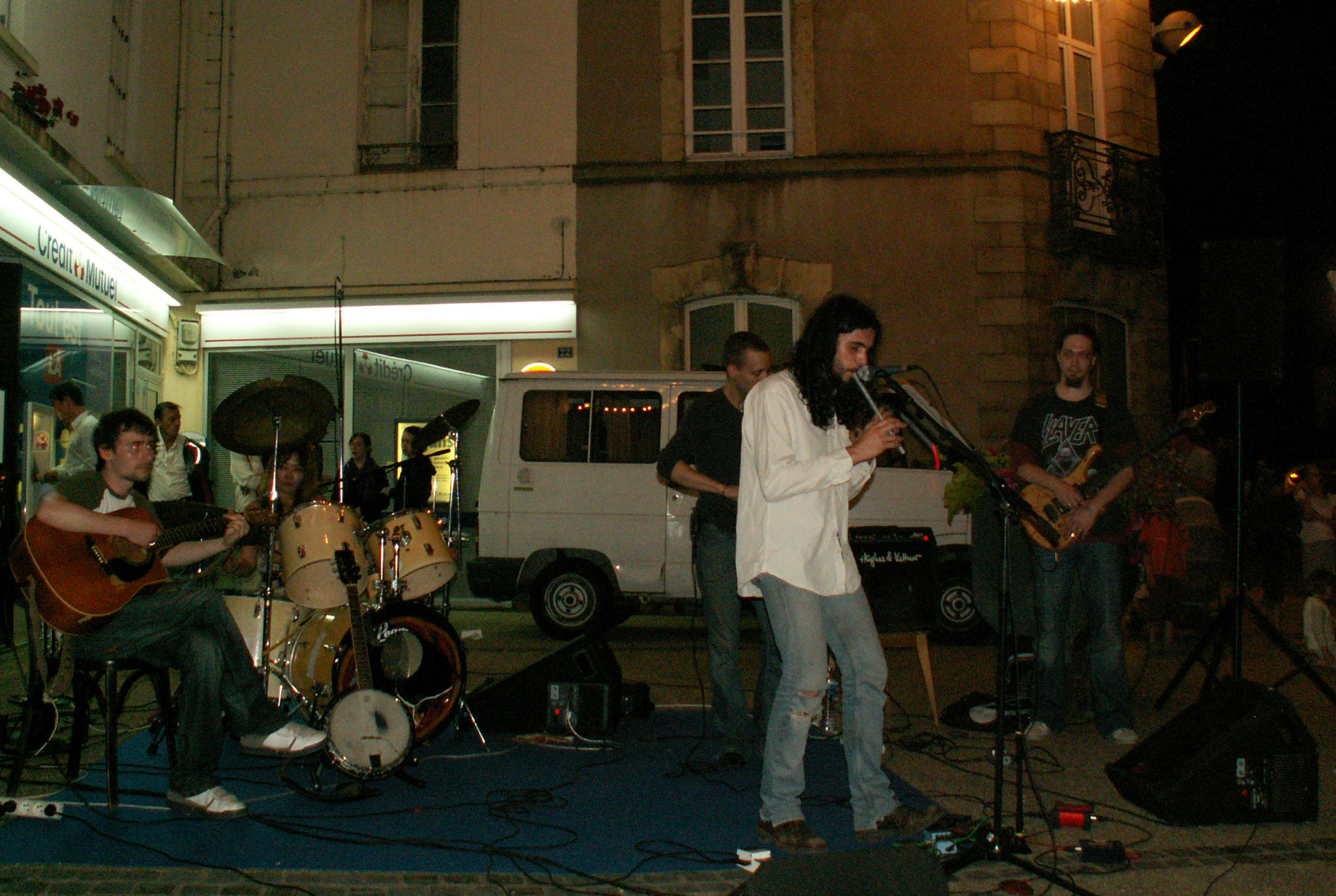
TornaoD à Guémené-Penfao en juin 2008

En 2000, le groupe participe aux côtés de Claude Samard à l'aventure Krozal. Ils enregistrent un CD 6 titres. Le premier album sort en 2002 : An Douar hagus an Spéir, aux éditions Sergent Major Company. TornaoD prend une orientation légèrement différente : il intègre désormais une section rock, la musique se voulant plus universelle. Le groupe part de nouveau en tournée en 2003, en France et aux États-Unis.
C'est à La Nouvelle-Orléans qu'il trouve le studio dans lequel est enregistré le deuxième album, Orin, qui paraît en octobre 2005. En 2007, une version remasterisée de l'album Orin sort. Le mastering est entièrement refait par Jean-Pierre Bouquet de l'Autre Studio, Tomaz Boucherifi-Kadiou n'étant pas satisfait du mastering initial. En 2011 sort enfin Y.S. 2013, un double-album qui marque une nouvelle étape dans l'évolution musicale du groupe.
Tomaz meurt en août 2012.

## Influences
Le groupe intègre de multiples éléments et aux côtés d'influences typiques de la musique bretonne (Denez Prigent) et celtique d'Alan Stivell), on trouve des influences issues du rock seventies (Led Zeppelin) et du hard rock, du métal des années 1980 (Metallica), du new age et de la musique orientale.

## Composition

### Membres

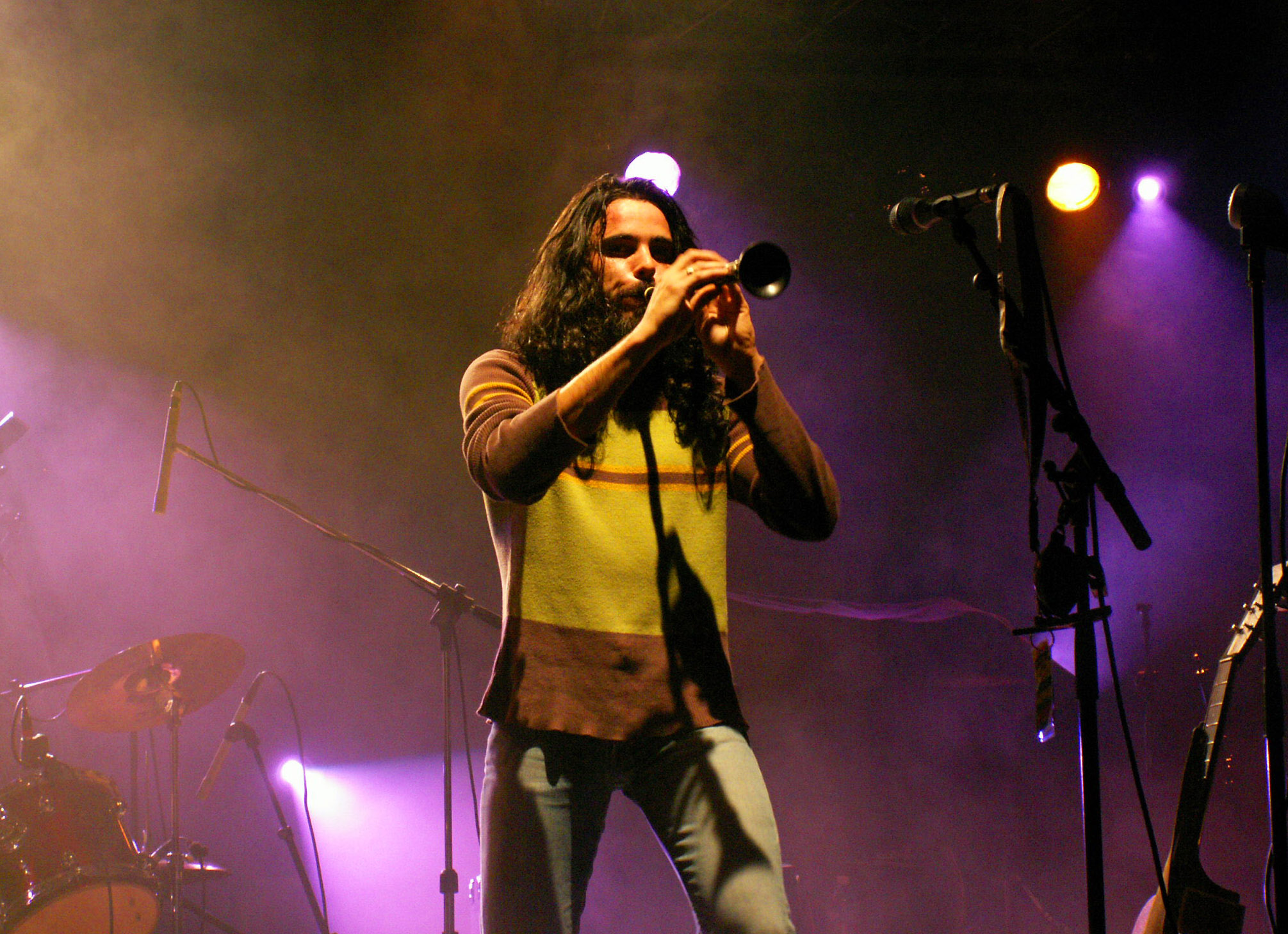
Tomaz Boucherifi-Kadiou à Lannion en 2006

- Tomaz Boucherifi-Kadiou (T.B.K.) : chant, guitare, bombarde, tin et low whistle, cromorne, banjo, dulcimer (1998-2012)
- Emiko Ota : batterie, percussions, chœurs (2006-2012)
- Coralie Larrazet : violon (2012)
- Adrien Proust : guitare électrique
- Eric Lorcey : guitare électrique, acoustique, banjo

### Anciens membres
- Cécile Corbel : harpe
- Sophie Lulu  : harpe
- Judith Clément : violon

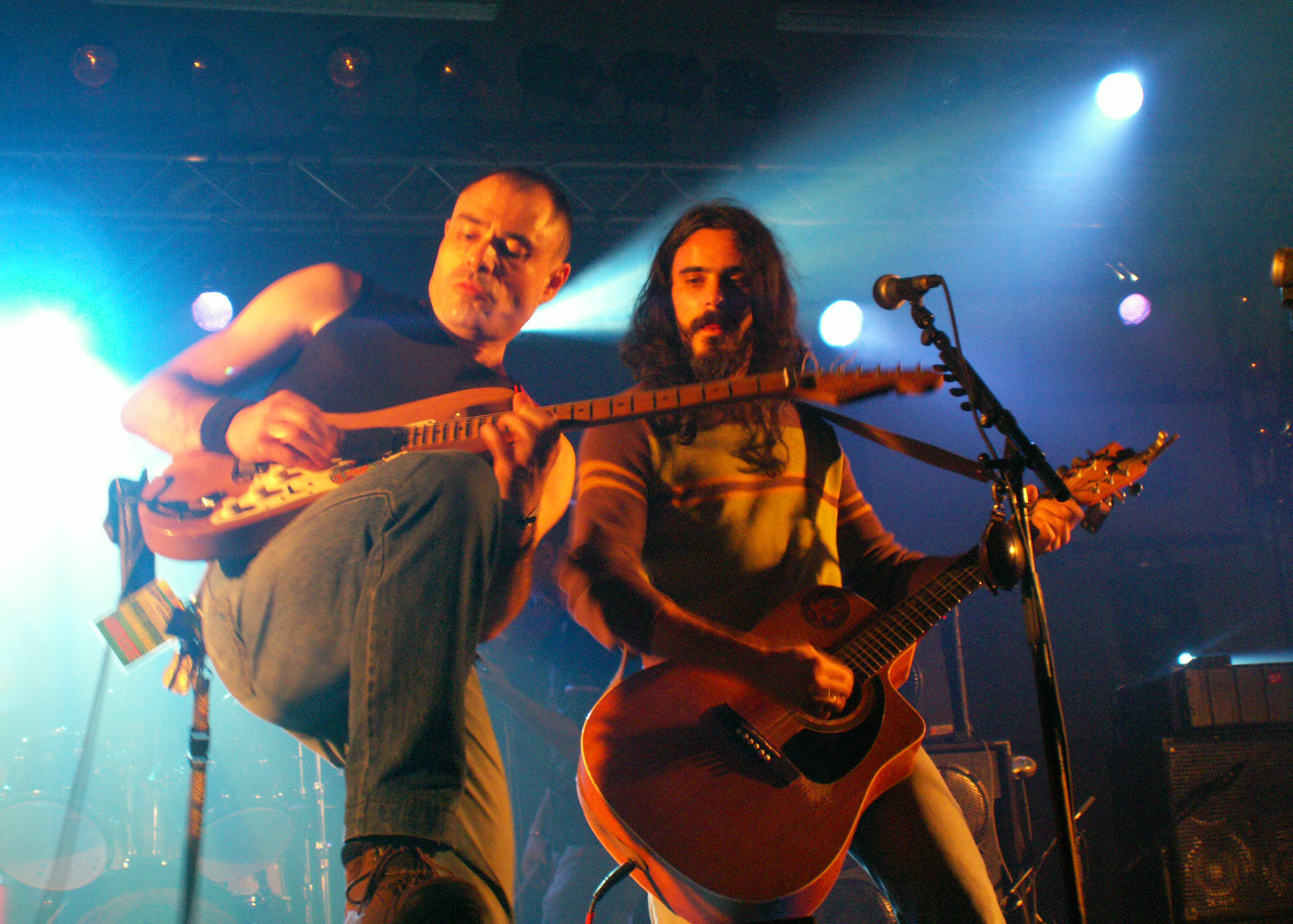
TornaoD à Vitré en octobre 2006

- Michel Pengam : guitare électrique
- John Lang : uilleann pipes, bodhran
- Stephen Clark Swartz : percussions
- Philippe Escrivant : violon
- Julien Flous : basse
- Tony Beaufils : guitare électrique, banjo
- Dimitri Halby : flûte
- Didier Thibeault : basse
- Tristan Sibille : batterie
- Stéphane Siala : basse, didgeridoo
- Juanjo Esquivel : batterie
- Dorian Nguyen : Basse
- Olivier Merlet : violon
- Julien Taupin : violon (2005-2011)

## Discographie
- 1999 : Tir Na Nog, démo ;
- 2001 :  Louisiana Limited Edition, auto produit, 7 titres, limite a 20 exemplaires  ;
- 2003 : An Douar hagus an Spéir, ed. Sergent Major Company/M10 ;
- 2005 : Orin, ed. Little Blue Men (Nouvelle-Orléans) ;
- 2005 : TornaoD, CD Bonus limité à 35 exemplaire et contenant un inédit, des lives et version différentes d'autres morceaux.
- 2007 : Orin, ed. Little Blue Men (Nouvelle-Orléans) ; Album remasterisé par Jean-Pierre Bouquet.
- 2011 : Y.S. 2013, ed. Ethnéa ; Double-Album